# Die vier Musketiere – Die Rache der Mylady
Die vier Musketiere – Die Rache der Mylady, auch bekannt als Die vier Halunken der Königin sowie Die vier Musketiere ist ein US-amerikanisch-britisch-spanisch-panamaischer Mantel-und-Degen-Film aus dem Jahr 1974 von dem US-amerikanischen Regisseur Richard Lester. Das Drehbuch, geschrieben von George MacDonald Fraser, hält sich frei an die zweite Hälfte von Alexandre Dumas Roman Die drei Musketiere. Die Dreharbeiten fanden in Spanien statt; der Film wurde am 25. Dezember 1974 in Schweden uraufgeführt. Das Werk ist der zweite Teil der Trilogie über die drei Musketiere, der im Vorjahr mit Die drei Musketiere begonnen und 15 Jahre später mit Die Rückkehr der Musketiere beendet wurde. In allen drei Filmen spielen die gleichen Darsteller die Hauptrollen, und der Stab ist im Wesentlichen gleich besetzt.

## Handlung
Die vier Musketiere D’Artagnan, Athos, Porthos und Aramis versuchen alles, um ihren König Ludwig XIII. und seine Ehefrau Anna von Österreich vor Intrigen zu bewahren. Dies wird jedoch immer schwieriger, da ihre größte Feindin Milady de Winter immer schwerere Geschütze auffährt, um Rache an D’Artagnan und seinen Freunden für deren Einmischung in ihre Pläne zu nehmen.
Als die Handlung des Films beginnt, wird La Rochelle als Hochburg der französischen Protestanten von der Armee des Königs belagert. Constance wird vor den Augen ihres geliebten D’Artagnan von Rochefort und den Kardinalswachen entführt und er selbst von de Winter aufgenommen. Trotz ihrer Avancen und einem Schutzangebot Kardinal Richelieus versucht D’Artagnan alles, um Constance zu finden.
Die vier Musketiere kommen schließlich auf die Spur von Constances Aufenthaltsort, befreien sie und bringen sie im Nonnenkloster von Armentières unter. Auf dem Weg nach La Rochelle schafft Athos es zufällig, ein heimliches Treffen zwischen de Winter und dem Kardinal zu belauschen, in welchem er ersterer einen neuen Auftrag vermittelt: den Herzog von Buckingham dazu zu bringen, den Rebellen in La Rochelle seine Unterstützung zu entziehen. Dafür verlangt de Winter vom Kardinal eine Vollmacht, die sie (ohne explizite Formulierung) zum Mord an D’Artagnan und Constance berechtigt. Gleich darauf gibt sich Athos de Winter zu erkennen: Einst war er ein Adliger, der Comte de la Fère; er hatte de Winter geheiratet, aber als sich herausstellte, dass sie eine gebrandmarkte Verbrecherin war, hatte er aus Scham seinen adligen Titel abgelegt und sich bei den Musketieren eingeschrieben. Er zwingt de Winter dazu, ihm die Vollmacht auszuhändigen, und warnt sie davor, D’Artagnan noch weiter zu verfolgen.
Während der Kämpfe bei La Rochelle erzählt Athos D’Artagnan und den anderen von de Winters Plänen. D’Artagnan, der Buckingham zu schätzen gelernt hat, will ihn warnen und schickt Planchet zu ihm, doch inzwischen hat de Winter ihre Pläne bereits in Bewegung gesetzt. Nachdem sie mit Überredung gescheitert war und daraufhin einen Mordanschlag versuchte, hat Buckingham sie unter Aufsicht seines eigenen Dieners im Tower einkerkern lassen. Mithilfe ihrer Verführungskünste gelingt es ihr jedoch, den Diener auf ihre Seite zu ziehen, sodass er ihr zur Flucht verhilft und den Herzog ermordet, gerade als Planchet nahe daran ist, ihm die Warnung zu überbringen.
Nachdem La Rochelle sich ergeben musste, reisen die vier Musketiere zum Kloster, um Constance abzuholen, doch dank einer Spionin im direkten Umfeld der Königin haben auch Rochefort und de Winter vom Versteck erfahren und im Kloster einen Hinterhalt vorbereitet. Während die Musketiere sich mit Rochefort und der Kardinalsgarde herumschlagen müssen, dringt de Winter als Nonne verkleidet in Constances Kammer ein und erdrosselt sie. Rasend vor Wut stellt D’Artagnan Rochefort zum Kampf, und nach einem harten Kampf in der Kapelle des Klosters durchbohrt D’Artagnan seinen Erzfeind mit seinem Degen.
De Winter wird von Athos persönlich gestellt, und für ihre Verbrechen wird sie von einem angeheuerten Henker auf einem See ohne gerichtliches Verfahren und nur im Beisein der Musketiere exekutiert, doch gleich darauf werden die vier Freunde von der Kardinalswache verhaftet. In einer zweiten Audienz bietet Richelieu D’Artagnan erneut seinen Schutz für dessen Dienste an, was D’Artagnan ablehnt. Als Richelieu daraufhin erklärt, dass D’Artagnan für seine Morde an „getreuen Staatsdienern“ ganz sicher vor Gericht kommen wird, zeigt D’Artagnan ihm die Vollmacht für de Winter, die dank ihres vagen Wortlauts seine Taten voll legitimiert. Richelieu gibt sich stillschweigend geschlagen und übergibt D’Artagnan sogar einen Beförderungsbrief für eine Leutnantsstelle, die er erst dann annimmt, als seine Freunde sie aus persönlichen Gründen ablehnen und ihren Freund anschließend mit einem freundschaftlichen Fußtritt zu seiner neuen Stelle beglückwünschen.

## Hintergrund
Während der Postproduktion des Vorgängers Die drei Musketiere erkannten die Produzenten, dass genügend Filmmaterial für zwei Filme vorhanden war und schufen aus den überschüssigen Szenen Die vier Musketiere. Die meisten Schauspieler waren darüber erbost, dass ihre Leistung in den langen Dreharbeiten dafür benutzt wurde, zwei einzelne Filme zu erstellen. In jedem Vertrag mit Schauspielern, die Mitglied der Screen Actors Guild sind, ist seitdem ein Satz erhalten, der als „Salkind-Klausel“ (engl. Salkind clause) bekannt ist, der besagt, wie viele Filme aus einem Projekt zu machen seien.
In der deutschen Synchronversion wurden an zahlreichen Stellen humorlastige Sätze eingebaut, die in der original englischen Vorlage nicht vorkommen, oder verschiedene Stellen aus dem Originalscript unter diesem Ziel leicht verändert. Dazu wurden in einigen Versionen einige Szenen weggeschnitten, insbesondere die Hinrichtung von Milady de Winter gegen Ende des Films.

## Kritiken
Das Lexikon des internationalen Films meinte: „Der in kostbarer Ausstattung schwelgende Abenteuerfilm nimmt erneut durch ausgeklügelte komödiantische Momente für sich ein, wenngleich er etwas härter, weniger parodistisch und stilistisch nicht so geschlossen wirkt wie der erste Teil.“ Die Fernsehzeitschrift Prisma nannte den Film „[e]ine nicht ganz ernst zu nehmende Fortsetzung des Alexandre-Dumas-Verfilmung‚ Die drei Musketiere von Richard Lester, der für seinen respektlosen Humor bekannt ist“.

## Auszeichnungen

### Academy Award1976
Nominierungen
- Bestes Kostümdesign (Yvonne Blake, Ron Talsky)

### BAFTA Award1976
Nominierungen
- Beste Kostüme (Yvonne Blake)

## Synchronisation
Die deutsche Synchronfassung entstand 1974 im Studio Hamburg.
| Rolle                  | Darsteller          | Synchronsprecher  |
| ---------------------- | ------------------- | ----------------- |
| Athos                  | Oliver Reed         | Michael Chevalier |
| Constance de Bonacieux | Raquel Welch        | Renate Pichler    |
| Aramis                 | Richard Chamberlain | Peter Kirchberger |
| D’Artagnan             | Michael York        | Uwe Friedrichsen  |
| Porthos                | Frank Finlay        | Gerd Martienzen   |
| Rochefort              | Christopher Lee     | Gottfried Kramer  |
| Anna von Österreich    | Geraldine Chaplin   | Renate Danz       |
| Planchet               | Roy Kinnear         | Gerd Duwner       |
| Felton                 | Michael Gothard     | Lutz Mackensy     |
| Herzog von Buckingham  | Simon Ward          | Horst Stark       |
| Ludwig XIII.           | Jean-Pierre Cassel  | Günther Jerschke  |
| Kardinal Richelieu     | Charlton Heston     | Holger Hagen      |